# Bicellaria stackelbergi
Bicellaria stackelbergi är en tvåvingeart som beskrevs av Risto Kalevi Tuomikoski 1955. Bicellaria stackelbergi ingår i släktet Bicellaria och familjen puckeldansflugor. Inga underarter finns listade i Catalogue of Life.